# We Like to Party (Showtek)
We Like to Party is een nummer van het Nederlandse dj-duo Showtek uit 2014.
Het nummer werd in januari 2014 Dancesmash op Radio 538 en haalde een bescheiden 32e positie in de Nederlandse Top 40. In de Vlaamse Ultratop 50 bereikte het nummer de 25e positie.